# ポップ (ダンス)
ポップは、ストリートダンスの一つ。主に体の各部位が別々の動きを取る様な踊り方をし、もともとはエレクトリック・ブギー (electric boogie) という物で、ポップスタイル、アニメーションスタイル、ブガルースタイル、ロボットスタイルなどがこれに分類される。

## 歴史
ロボットダンスに、全身の筋肉を弾くような動きを加えたダンスである。1978年に「エレクトリック・ブガルーズ」のメンバーでマイケルジャクソンの師匠でもあるブーガル・サム (Boogaloo Sam) とポッピン・ピート (Popin' Pete) 兄弟が発案したと言われる。

1984年の映画『ブレイクダンス』で広く知られるようになる。

## スタイル
一連の動作の中で一度静止して瞬間的に筋肉を収縮させる。ポップ = ブガルーではなく、ブガルーはあくまでスタイルのひとつである。
ヒット/ポップは前腕、上腕、首、胸筋、胸（胸筋とは別に）、みぞおち、背筋、腰周辺部、太ももの前面、太ももの背面と様々な部位で打つ/弾くことが出来る。
練習をする際には個々の筋肉の動きをそれぞれ意識して動かし、神経を集中させるため、もっぱら筋肉との会話であり、リハビリテーションに通ずるものがある。口頭での説明よりも、実際に筋肉を触るとわかりやすい。
緊張させることよりも、打つ/弾く直前まで脱力 = リラックスしていることが大切なので、練習のためにストレッチやマッサージなどが役立つ場合もある。
主な動きは後述するが、他のストリートダンスの動きや、パントマイムやものまね、面白い一瞬、果ては日常生活のふとした動作（サングラスを外す/つける...etc）までを取り入れることにより実に幅広い表現を行うことができる。
筋力・リズム感・バランス感覚（軸の意識・重心の位置コントロール）・柔軟性などを養うためにも、他のストリートダンスの練習を行うことは良い効果を得る可能性が高い。あらゆる要素を加えることで無限の広がりを見せる奥深いダンススタイルである。しかし、常に「残す」部分（空間固定、もしくは動作に対しての自然な動き…スタイルによって異なる）が存在することが大切なので、たくさんの動きを詰め込むと「ポップらしさ」が損なわれる可能性もあり、注意が必要である。
個性が強く出る踊りであり、ソロ（1人で踊る、アドリブ）でのコンテストが主催されることが多い。日本国内で定期的に行われているものとしては、「OLD SCHOOL NIGHT」「HookUp」「HeatUp」「FreeStyleSessionJapan」「b-nite」「P-1 GP（現在はLockinも合わせてPL-1）」などがある。

## 用語
ポップの動き、技には以下のようなものがある。
- ストップ (Stop) = その場で静止するという動作で、ポップダンスの基本となる動き
- ヒット (Hit) = どこかに当てる意識で筋肉を急激に緊張させることと言われている
- ポップ (Pop) = その場で静止した状態で筋肉を急激に緊張させることと言われている
  - 1ポップ、2ポップ（ワンポップ、ツーポップ）= ひとつのポーズに対して何回ポップを入れるかを示す
- ロール (roll)
- ウォークアウト (walk out)
- エアポーズ (air pose)
- ダイムストップ (dime Stop)
- ネックオーフレックス (neck o flex)
- ツイストオーフレックス (twist o flex)
- マスターフレックス (master flex)
- スリーピー (sleepy)
- オールドマン (old man)
- クレイジー・レッグス (crazy legs)
- ウェーブ (wave)
- タット (tut)
- ブガルー (boogaloo)
- ティッキング (ticking)
- スケアクロウ (scarecrow)
- パペット (puppet)
- スネーキング (snaking)
- ストラット (strut)
- フィルモア (filmore)
- トイマン (toyman)
- シャドウボックス (shadow box)
- センティピード (centipede)
- ボトムファースト (bottom first)
- サックウォーク (sac walk)
- フレズノ (fresno)
- クリーピング (creeping)
- リフト (lift)
- コブラ
- キングコブラ

## 向いている音楽、向いていない音楽
「強い音」が適度なペースで含まれる音楽が向いている。ファンク（特にPファンク）、Electro funk・Gファンクに向いている曲が多く、ソウル、R&B、ヒップホップ、West Side、アシッド・ジャズ、テクノ、ダブステップなどにも向いている曲が見られる。
向いていない音楽としては、テンポが早すぎるものやリズムが複雑すぎるもの、強い音が少ないものなどがあげられる。また、あまりに一定なビートの曲も動きが単調になってしまう